# Tulsa Oilers (1964–1984)
Die Tulsa Oilers waren ein US-amerikanisches Eishockeyfranchise der Central Hockey League aus Tulsa, Oklahoma. Sie spielten, von 1964 bis 1984, insgesamt 20 Saisonen in der Central Hockey League und konnten drei Mal den Adams Cup gewinnen. Ihre Heimspiele bestritten sie im Tulsa Assembly Center, bis sie in der Saison 1983/84 in den Expo Square Pavilion übersiedelten.

## Geschichte
Die Central Hockey League startete in der Saison 1983/84. Die Tulsa Oilers nahmen in folgender Saison 1984/85 den Spielbetrieb in der Liga auf. Der Verein gehörte Maple Leaf Sports & Entertainment an und funktionierte als Ausbildungsverein der Toronto Maple Leafs. Im Frühjahr 1973 kündigte Maple Leaf Sports & Entertainment an, dass aus den Tulsa Oilers nun ein unabhängiger Verein entstehen soll. Das Team hob am 16. Februar 1984 seine Tätigkeiten auf und erklärte deren Konkursverwaltung, da deren Besitzer bankrottgingen. Andere Teams der Central Hockey League zahlten Spenden ans Team, um diese in Betrieb zu halten. Sie vollendeten die Saison 1984/85 und gewannen trotz zahlreicher Schwierigkeiten den Adams Cup. Den Adams Cup, deren Meistertitel, gewannen sie in den 20 Jahren ihres Bestehens insgesamt dreimal. Im Anschluss an die Saison 1983/84 wurde die Central Hockey League aufgelöst und auch die Tulsa Oilers stellten den Spielbetrieb ein.
Die Tulsa Oilers gewannen den Adams Cup als CHL-Meister in den Jahren 1968, 1976 und 1984.
Seit 2014 nimmt eine gleichnamige Mannschaft am Spielbetrieb der ECHL teil.